# Stanisław Stefanowski
Stanisław Stefanowski – postać z powieści Teodora Parnickiego Robotnicy wezwani o jedenastej, dla której wzorem był biskup krakowski Stanisław ze Szczepanowa.

## Zamiar pisarza
W liście do Giedroycia Parnicki wyznaje, że centralną postacią I tomu Nowej baśni zamierza uczynić nieistniejącego, choć bardzo prawdopodobnego bastarda, syna Predsławy, córki Włodzimierza Wielkiego z Bolesławem Chrobrym, który ją pohańbił po zdobyciu Kijowa w 1018. Poprzez liczne podróże, staje się on owym tajemniczym Europejczykiem, który według wielu historyków, miał dotrzeć do Meksyku i stać się jednym z wcieleń boga Tolteków, Quetzalcoatla. Korzystając z braku pewności co do pochodzenia pierwszego polskiego świętego, Stanisława, biskupa krakowskiego, jego właśnie czyni pisarz synem Predsławy.

## Pochodzenie i rok urodzenia
Powieściowy Stanisław uważa się za syna księżniczki kijowskiej Przecławy. Od biskupa nowogrodzkiego, Łukasza, dowiaduje się, że jego ojcem może być opat tyniecki, Aron. Tymczasem umierający Aron, wówczas już arcybiskup krakowski, choć dotknięty amnezją, przekonuje Stanisława, że jego ojcem powinien być zdobywca Kijowa Bolesław Chrobry, który publicznie obiecał zgwałcić Przecławę i słowa dotrzymał. Okazuje się potem, że Aron próbował w ten sposób związać losy Stanisława z losami polskiego domu panującego i odciągnąć tego awanturniczego ducha od zamorskich podróży w kierunku kraju Tolteków. Parnicki wzbogaca dodatkowo genealogię swego bohatera, czyniąc go przez matkę dalekim krewnym, pierwowzoru jednej z najbardziej znanych postaci w dziejach literatury, księcia Hamleta.
Równie niejasny jak pochodzenie jest roku urodzenia się Stanisława. Wydaje się, że powinien przyjść na świat w dziewięć miesięcy po opisanych wyżej wydarzeniach, czyli na wiosnę 1019 roku. Już na wygnaniu, więc w latach 30. XI wieku, wdowa po królu polskim Mieszku II, Rycheza, zwierza się Aronowi, że po latach dowiedziała się, że wyruszający na poszukiwanie zaginionego Arona, już po objęciu władzy przez jej męża, biskup poznański, Tymoteusz, zabrał ze sobą małego chłopca, prawie niemowlę, właśnie Stanisława.
Powieściowy Stanisław nosi trzy imiona: Teodor – po bazylissie bizantyńskiej Teodorze, która wychowywała go na dworze konstantynopolitańskim; Stefan – od majątku Stefanowa, które otrzymała Przecława jako nałożnica książęca i Stanisław – po bracie Przecławy Stanisławie Włodzimierzowiczu.

## Losy
Mały Stanisław był świadkiem śmierci króla Bolesława Chrobrego. Udający się na dalsze poszukiwania Arona, Tymoteusz, zostawił chłopca w Konstantynopolu pod opieką jego dalekiej krewnej, cesarzówny Teodory. W 1033 młodziutki Stanisław wrócił do Polski i dzięki złotu jałmużnika cesarstwa, Jana, został rękodajnym króla polskiego. Za złoto bizantyńskie podburzył też do buntu przeciw władcy polskiemu brańców wziętych przez Chrobrego w Kijowie. 6 maja 1034 roku, na pięć dni przed śmiercią Mieszka II, widziano go po raz ostatni, wchodzącego bez broni do wieży, w której przebywał obłąkany król. Związek jego i jego matki ze śmiercią króla nie zostaje w powieści wyjaśniony. Stanisław zapewnia, że po swym wejściu do wieży znalazł króla w kałuży krwi. Wiadomo tylko, że prawdopodobnie od Tymoteusza, Stanisław i Przecława znali drugie, tajemne, wyjście z wieży. Przecława stanęła potem na czele buntu przeciw władzy i zginęła w toku walk. Stanisław zaś zniknął. Dwa lata później przesłał biskupowi Łukaszowi do Konstantynopola list z Islandii lub Grenlandii, przez swego zaufanego, Birninga syna Gnupa, któremu w czasie wojny domowej w Polsce (1034) uratował życie. Wiele w tym czasie podróżował po północnych rubieżach Europy, między innymi u boku Haralda Hardrady, króla wygnańca. Możliwe, że pomiędzy 1039 a 1047 rokiem odwiedził w trakcie tych podróży kraj Tolteków. Jego wspomnienia z tej wyprawy były na tyle mgliste, że zamierzał wspólnie z królem Haraldem, po zdobyciu przez niego Anglii, wyruszyć na podbój Winlandii i odnaleźć kraj Tolteków.
Gdy ponownie zjawił się w Konstantynopolu znalazł się po wpływem kółka intelektualnego skupionego wokół Teodory: uczniów Psellosa: Nicetasa Mauropejczyka i Jana z Bizancjum oraz poety Symeona Młodszego. W stolicy cesarstwa przyjął też śluby zakonne i niższe święcenia kapłańskie. Był świadkiem złożenia przez kardynała Humberta bulli ekskomunikującej patriarchę Michała w 1054 roku. Dwa lata później udał się przez Kijów do Polski, by wyjaśnić zagadkę swego pochodzenia. W Kijowie odwiedził w celi więziennej towarzysza swojej młodości, Łukasza, biskupa Nowogrodu. W Polsce został dworzaninem biskupa sandomierskiego Lamberta Sylasa i jako taki podał nocą 24 lipca 1059 roku, umierającemu Aronowi środek narkotyczny, pochodzący z Grenlandii lub kraju Tolteków, dla wzmocnienia jego funkcji życiowych. Po całonocnej rozmowie z arcybiskupem, na temat zagadki jego narodzin, nad ranem duch umierającego wstąpił w swego rozmówcę.
W 1066 roku Stanisław wziął udział w wyprawie króla Haralda na Anglię. Król zginął, a Stanisław dostał się do niewoli, najpierw angielskiej, a następnie po zdobyciu Anglii przez Wilhelma Zdobywcę – normańskiej. Zwycięzca odesłał go do Rzymu. Wkrótce potem znalazł się w Krakowie. Został archiprezbiterem kapituły krakowskiej, a w kilka lat później biskupem krakowskim. W 1079 roku doszło do zatargu pomiędzy nim a królem polskim. Stanisław rzucił wówczas na władcę ekskomunikę. Król zażądał przez swych wysłanników, Gnupa  i jego syna Eryka, pod groźbą śmierci, cofnięcia ekskomuniki. Biskup próbował przeciągnąć Eryka na stronę Kościoła. Przedstawił mu Kościół jako stronnika odrzuconych przez społeczeństwo, kalek, bękartów i trędowatych, których bronią jest myśl. Walczą oni o władzę, by zdobyć mądrość, a boją się tylko tego, że zgasną w ciemności zanim prowadzeni przez nich wydostaną się na światło. Gnup został pokonany tą wizją Kościoła Chrystusowego. Eryk jednak przejął topór z jego rąk, zdał sobie bowiem sprawę, że umierający biskup Aron bał się jeszcze czegoś innego, że Stanisław mógłby się udać do kraju Tolteków i wysnuł z tego wniosek, że może tam istnieć ludzkość, która nie została odkupiona przez Chrystusa. Stanisław, widząc że przegrał przyjął śmierć z ręki Eryka i wstąpił wraz z częścią duszy biskupa Arona w ciało swego zabójcy.

## Powieściowa genealogia Stanisława
|                          |                          |                             |                             |         |           |                                  |                                           |                                           |                              |  |  |  |  |
|                          |                          |                             |                             |         |           |                                  | Ruryk książę Nowogrodu 862-879            |                                           |                              |  |  |  |  |
|                          |                          |                             |                             |         |           |                                  |                                           |                                           |                              |  |  |  |  |
|                          |                          |                             |                             |         |           |                                  |                                           |                                           |                              |  |  |  |  |
|                          |                          |                             |                             |         |           | Igor władca Rusi 912-945         | Igor władca Rusi 912-945                  | Geruta ∞ 1.Horwendyl 2. Feng              | Geruta ∞ 1.Horwendyl 2. Feng |  |  |  |  |
|                          |                          | Roman II cesarz bizantyński | Roman II cesarz bizantyński | Teofano | Teofano   |                                  |                                           |                                           |                              |  |  |  |  |
|                          |                          |                             |                             |         |           | Światosław władca Rusi 945-972   | Światosław władca Rusi 945-972            | Hamlet duński książę                      | Hamlet duński książę         |  |  |  |  |
|                          |                          |                             |                             |         |           |                                  |                                           |                                           |                              |  |  |  |  |
|                          | Teofano ∞ Otton II       | Teofano ∞ Otton II          | Anna                        | Anna    |           | Włodzimierz władca Rusi 978-1015 | Włodzimierz władca Rusi 978-1015          |                                           |                              |  |  |  |  |
|                          |                          |                             |                             |         |           |                                  |                                           |                                           |                              |  |  |  |  |
|                          |                          |                             |                             |         |           |                                  |                                           |                                           |                              |  |  |  |  |
| Otton III cesarz rzymski | Otton III cesarz rzymski | Matylda ∞ Ezzon             | Matylda ∞ Ezzon             |         | Przecława | Przecława                        | Bolesław I Chrobry władca Polski 990-1025 | Bolesław I Chrobry władca Polski 990-1025 |                              |  |  |  |  |
|                          |                          |                             |                             |         |           |                                  |                                           |                                           |                              |  |  |  |  |
|                          |                          | Rycheza ∞ Mieszko II        |                             |         |           |                                  |                                           |                                           |                              |  |  |  |  |
|                          |                          |                             |                             |         |           | Stanisław                        |                                           |                                           |                              |  |  |  |  |